# Francis Cloutier
Pour les articles homonymes, voir Cloutier.
Francis Cloutier est un humoriste originaire de Victoriaville au Québec, au Canada. Il est avec Daniel Grenier un des membres fondateurs du trio comique Les Chick'n Swell, dont l'émission hebdomadaire fut diffusée durant trois étés consécutifs à la télévision de Radio-Canada, de 2001 à 2003.
Il a remporté avec les Chick'n Swell le prix Félix de l'album de l'année dans la catégorie humour pour Victo Power, paru en 2005.
Depuis 2006, il fait partie du spectacle des Chick'n Swell.

## DVD
- Les Chick'n Swell - saison 1 (paru en 2004)
- Les Chick'n Swell - saison 2 (paru en 2005)
- Les Chick'n Swell - saison 3 (paru en 2007)
- Chick'n Swell en spectacle   (paru en 2008)

## Discographie
- Les Chick'n Swell - Victo Power (La Tribu, octobre 2005)
- Les Chick'n Swell - Victo Racing (La Tribu, mai 2010)